# Lucifer (Fernsehserie)/Episodenliste
Diese Episodenliste enthält alle Episoden der US-amerikanischen Krimiserie Lucifer, sortiert nach der US-amerikanischen Erstausstrahlung. Die Fernsehserie umfasst insgesamt sechs Staffeln mit 93 Episoden.

## Übersicht
| Staffel | Episodenanzahl | Episodenanzahl | Erstveröffentlichung USA | Erstveröffentlichung USA | Deutschsprachige Erstveröffentlichung           |
| Staffel | Episodenanzahl | Episodenanzahl | Staffelpremiere          | Staffelfinale            | Deutschsprachige Erstveröffentlichung           |
| ------- | -------------- | -------------- | ------------------------ | ------------------------ | ----------------------------------------------- |
| 1       | 13             | 13             | 25. Januar 2016          | 25. April 2016           | 15. Juli 2016                                   |
| 2       | 18             | 18             | 19. September 2016       | 29. Mai 2017             | 11. August 2017                                 |
| 3       | 26             | 26             | 2. Oktober 2017          | 28. Mai 2018             | 20. Juli 2018 (Teil 1) 24. August 2018 (Teil 2) |
| 4       | 10             | 10             | 8. Mai 2019              | 8. Mai 2019              | 9. Mai 2019                                     |
| 5       | 16             | 8              | 21. August 2020          | 21. August 2020          | 22. August 2020                                 |
| 5       | 16             | 8              | 28. Mai 2021             | 28. Mai 2021             | 29. Mai 2021                                    |
| 6       | 10             | 10             | 10. September 2021       | 10. September 2021       | 25. Oktober 2021                                |

## Staffel 1
Die Erstausstrahlung der ersten Staffel war vom 25. Januar bis zum 25. April 2016 auf dem US-amerikanischen Fernsehsender Fox zu sehen. Die deutschsprachige Erstveröffentlichung fand am 15. Juli 2016 beim Video-on-Demand-Anbieter Amazon Video per Streaming statt.
| Nr. (ges.) | Nr. (St.) | Deutscher Titel           | Originaltitel                   | Erstausstrahlung USA | Deutschsprachige Erstveröffentlichung (D/A) | Regie             | Drehbuch                      | Zuschauer (USA) |
| ---------- | --------- | ------------------------- | ------------------------------- | -------------------- | ------------------------------------------- | ----------------- | ----------------------------- | --------------- |
| 1          | 1         | Die teuflische Auszeit    | Pilot                           | 25. Jan. 2016        | 15. Juli 2016                               | Len Wiseman       | Tom Kapinos                   | 7,156 Mio.      |
| 2          | 2         | Der Teufel in Therapie    | Lucifer, Stay. Good Devil.      | 1. Feb. 2016         | 15. Juli 2016                               | Nathan Hope       | Joe Henderson                 | 5,998 Mio.      |
| 3          | 3         | Eifersucht und Erpressung | The Would-Be Prince of Darkness | 8. Feb. 2016         | 15. Juli 2016                               | Louis Milito      | Jason Ning & Jenn Kao         | 5,465 Mio.      |
| 4          | 4         | Der Höhlenmensch im Manne | Manly Whatnots                  | 15. Feb. 2016        | 15. Juli 2016                               | Matt Earl Beesley | Ildy Modrovich                | 5,134 Mio.      |
| 5          | 5         | Das Duell der Künstler    | Sweet Kicks                     | 22. Feb. 2016        | 15. Juli 2016                               | Tim Matheson      | Sheri Elwood                  | 4,863 Mio.      |
| 6          | 6         | Der gefallene Engel       | Favorite Son                    | 29. Feb. 2016        | 15. Juli 2016                               | David Paymer      | Jason Ning                    | 3,910 Mio.      |
| 7          | 7         | Der Fall Palmetto         | Wingman                         | 7. März 2016         | 15. Juli 2016                               | Eriq La Salle     | Alex Katsnelson               | 4,237 Mio.      |
| 8          | 8         | Tödlicher Seitensprung    | Et Tu, Doctor?                  | 14. März 2016        | 15. Juli 2016                               | Eagle Egilsson    | Jenn Kao                      | 3,855 Mio.      |
| 9          | 9         | Lucifer und der Pater     | A Priest Walks into a Bar       | 21. März 2016        | 15. Juli 2016                               | David Frazee      | Chris Rafferty                | 3,821 Mio.      |
| 10         | 10        | Mord nach Rezept          | Pops                            | 28. März 2016        | 15. Juli 2016                               | Tara Nicole Weyr  | Alex Katsnelson & Mike Costa  | 3,757 Mio.      |
| 11         | 11        | Der heilige Lucifer       | St. Lucifer                     | 11. Apr. 2016        | 15. Juli 2016                               | Mairzee Almas     | Sheri Elwood & David McMillan | 3,419 Mio.      |
| 12         | 12        | #TeamLucifer              | #TeamLucifer                    | 18. Apr. 2016        | 15. Juli 2016                               | Greg Beeman       | Ildy Modrovich                | 3,809 Mio.      |
| 13         | 13        | Einmal Hölle und zurück   | Take Me Back to Hell            | 25. Apr. 2016        | 15. Juli 2016                               | Nathan Hope       | Joe Henderson                 | 3,888 Mio.      |

## Staffel 2
Die Erstausstrahlung der zweiten Staffel war vom 19. September 2016 bis zum 29. Mai 2017 auf dem US-amerikanischen Fernsehsender Fox zu sehen. Die deutschsprachige Erstveröffentlichung erfolgte am 11. August 2017 beim Video-on-Demand-Anbieter Amazon Video.
| Nr. (ges.) | Nr. (St.) | Deutscher Titel                 | Originaltitel                     | Erstausstrahlung USA | Deutschsprachige Erstveröffentlichung (D/A/CH) | Regie            | Drehbuch                       | Zuschauer (USA) |
| ---------- | --------- | ------------------------------- | --------------------------------- | -------------------- | ---------------------------------------------- | ---------------- | ------------------------------ | --------------- |
| 14         | 1         | Versteckte Gefahren             | Everything’s Coming Up Lucifer    | 19. Sep. 2016        | 11. Aug. 2017                                  | Nathan Hope      | Joe Henderson                  | 4,360 Mio.      |
| 15         | 2         | Lügen haben kurze Beine         | Liar, Liar, Slutty Dress on Fire  | 3. Okt. 2016         | 11. Aug. 2017                                  | Louis Milito     | Ildy Modrovich                 | 3,674 Mio.      |
| 16         | 3         | Sündenfresser                   | Sin-Eater                         | 10. Okt. 2016        | 11. Aug. 2017                                  | Mairzee Almas    | Alex Katsnelson                | 3,667 Mio.      |
| 17         | 4         | Mädelsabend                     | Lady Parts                        | 17. Okt. 2016        | 11. Aug. 2017                                  | Ben Bray         | Sheri Elwood                   | 3,626 Mio.      |
| 18         | 5         | Der Schutzteufel                | The Weaponizer                    | 24. Okt. 2016        | 11. Aug. 2017                                  | Karen Gaviola    | Jason Ning                     | 3,550 Mio.      |
| 19         | 6         | Monster                         | Monster                           | 31. Okt. 2016        | 11. Aug. 2017                                  | Eagle Egilsson   | Chris Rafferty                 | 3,417 Mio.      |
| 20         | 7         | Mein kleines Äffchen            | My Little Monkey                  | 7. Nov. 2016         | 11. Aug. 2017                                  | Tara Nicole Weyr | Jenn Kao                       | 3,515 Mio.      |
| 21         | 8         | Was willst du wirklich, Mutter? | Trip to Stabby Town               | 14. Nov. 2016        | 11. Aug. 2017                                  | Nathan Hope      | Jeff Lieber                    | 3,869 Mio.      |
| 22         | 9         | Freunde helfen einander         | Homewrecker                       | 21. Nov. 2016        | 11. Aug. 2017                                  | Greg Beeman      | Mike Costa                     | 3,631 Mio.      |
| 23         | 10        | Ich lüge nicht                  | Quid Pro Ho                       | 28. Nov. 2016        | 11. Aug. 2017                                  | Nathan Hope      | Ildy Modrovich & Julia Fontana | 4,088 Mio.      |
| 24         | 11        | Stewardess Interruptus          | Stewardess Interruptus            | 16. Jan. 2017        | 11. Aug. 2017                                  | Greg Beeman      | Sheri Elwood                   | 3,974 Mio.      |
| 25         | 12        | Sie haben die Wahl              | Love Handles                      | 23. Jan. 2017        | 11. Aug. 2017                                  | Karen Gaviola    | Alex Katsnelson                | 4,170 Mio.      |
| 26         | 13        | Ein guter Tag zum Sterben       | A Good Day to Die                 | 30. Jan. 2017        | 11. Aug. 2017                                  | Alrick Riley     | Joe Henderson & Chris Rafferty | 4,187 Mio.      |
| 27         | 14        | Candy Morningstar               | Candy Morningstar                 | 1. Mai 2017          | 11. Aug. 2017                                  | Claudia Yarmy    | Jenn Kao                       | 3,414 Mio.      |
| 28         | 15        | Hinterhältiger kleiner Parasit  | Deceptive Little Parasite         | 8. Mai 2017          | 11. Aug. 2017                                  | Brad Tanenbaum   | Mike Costa & Julia Fontana     | 3,246 Mio.      |
| 29         | 16        | God Johnson                     | God Johnson                       | 15. Mai 2017         | 11. Aug. 2017                                  | Sherwin Shilati  | Jason Ning                     | 3,046 Mio.      |
| 30         | 17        | Sympathie für die Göttin        | Sympathy for the Goddess          | 22. Mai 2017         | 11. Aug. 2017                                  | Louis Milito     | Joe Henderson                  | 3,035 Mio.      |
| 31         | 18        | Es werde Licht                  | The Good, the Bad, and the Crispy | 29. Mai 2017         | 11. Aug. 2017                                  | Karen Gaviola    | Ildy Modrovich                 | 3,305 Mio.      |

## Staffel 3
Die Erstausstrahlung der dritten Staffel war vom 2. Oktober 2017 bis zum 14. Mai 2018 auf dem US-amerikanischen Fernsehsender Fox zu sehen. Die deutschsprachige Erstveröffentlichung des ersten Teils der dritten Staffel fand am 20. Juli 2018 beim Video-on-Demand-Anbieter Prime Video statt. Der Rest der Staffel inklusive der Bonusepisoden wurde dort am 24. August 2018 veröffentlicht.
| Nr. (ges.) | Nr. (St.) | Deutscher Titel                       | Originaltitel                          | Erstausstrahlung USA | Deutschsprachige Erstveröffentlichung (D/A/CH) | Regie             | Drehbuch                                           | Zuschauer (USA) |
| ---------- | --------- | ------------------------------------- | -------------------------------------- | -------------------- | ---------------------------------------------- | ----------------- | -------------------------------------------------- | --------------- |
| 32         | 1         | Sie sind wieder da, oder?             | They’re Back, Aren’t They?             | 2. Okt. 2017         | 20. Juli 2018                                  | Karen Gaviola     | Ildy Modrovich                                     | 3,923 Mio.      |
| 33         | 2         | Der mit der Babymöhre                 | The One with the Baby Carrot           | 9. Okt. 2017         | 20. Juli 2018                                  | Louis Milito      | Joe Henderson                                      | 3,334 Mio.      |
| 34         | 3         | Mr. und Mrs. Mazikeen Smith           | Mr. and Mrs. Mazikeen Smith            | 16. Okt. 2017        | 20. Juli 2018                                  | Tara Nicole Weyr  | Joe Henderson & Alex Katsnelson                    | 3,191 Mio.      |
| 35         | 4         | Was würde Lucifer tun?                | What Would Lucifer Do?                 | 23. Okt. 2017        | 20. Juli 2018                                  | Eagle Egilsson    | Jason Ning                                         | 3,262 Mio.      |
| 36         | 5         | Willkommen zurück, Charlotte Richards | Welcome Back, Charlotte Richards       | 30. Okt. 2017        | 20. Juli 2018                                  | Nathan Hope       | Chris Rafferty                                     | 3,371 Mio.      |
| 37         | 6         | Bluff oder Lüge                       | Vegas with Some Radish                 | 6. Nov. 2017         | 20. Juli 2018                                  | Karen Gaviola     | Ildy Modrovich & Sheri Elwood                      | 3,475 Mio.      |
| 38         | 7         | Perspektivenwechsel                   | Off the Record                         | 13. Nov. 2017        | 20. Juli 2018                                  | Eduardo Sánchez   | Chris Rafferty & Mike Costa Idee: Jen Graham Imada | 3,576 Mio.      |
| 39         | 8         | Lucinda                               | Chloe Does Lucifer                     | 20. Nov. 2017        | 20. Juli 2018                                  | Louis Milito      | Julia Fontana                                      | 3,263 Mio.      |
| 40         | 9         | Das Blatt wendet sich                 | The Sinnerman                          | 4. Dez. 2017         | 20. Juli 2018                                  | Marisol Adler     | Jenn Kao                                           | 3,388 Mio.      |
| 41         | 10        | Schachfiguren                         | The Sin Bin                            | 11. Dez. 2017        | 20. Juli 2018                                  | Greg Beeman       | Sheri Elwood                                       | 3,363 Mio.      |
| 42         | 11        | Stadt der Engel                       | City of Angels?                        | 1. Jan. 2018         | 24. Aug. 2018                                  | Mark Tonderai     | Jason Ning & Jenn Kao                              | 3,107 Mio.      |
| 43         | 12        | Pakt mit dem Teufel                   | All About Her                          | 22. Jan. 2018        | 24. Aug. 2018                                  | Tara Nicole Weyr  | Alex Katsnelson                                    | 3,772 Mio.      |
| 44         | 13        | Bis dass der Tod uns scheidet         | Til Death Do Us Part                   | 29. Jan. 2018        | 24. Aug. 2018                                  | Sherwin Shilati   | Mike Costa                                         | 3,674 Mio.      |
| 45         | 14        | Meines Bruders Hüter                  | My Brother’s Keeper                    | 5. Feb. 2018         | 24. Aug. 2018                                  | Claudia Yarmy     | Joe Henderson & Jason Ning                         | 3,709 Mio.      |
| 46         | 15        | Außenseiter                           | High School Poppycock                  | 26. Feb. 2018        | 24. Aug. 2018                                  | Louis Milito      | Chris Rafferty & Jen Graham Imada                  | 3,182 Mio.      |
| 47         | 16        | Das infernale Versuchskaninchen       | Infernal Guinea Pig                    | 5. März 2018         | 24. Aug. 2018                                  | Eagle Egilsson    | Jenn Kao & Julia Fontana                           | 3,129 Mio.      |
| 48         | 17        | Im Scheinwerferlicht                  | Let Pinhead Sing!                      | 12. März 2018        | 24. Aug. 2018                                  | Alrick Riley      | Ildy Modrovich & Sheri Elwood                      | 2,966 Mio.      |
| 49         | 18        | Gebrochene Herzen                     | The Last Heartbreak                    | 19. März 2018        | 24. Aug. 2018                                  | Hanelle Culpepper | Alex Katsnelson & Mike Costa                       | 3,225 Mio.      |
| 50         | 19        | An erster Stelle                      | Orange Is the New Maze                 | 26. März 2018        | 24. Aug. 2018                                  | Nathan Hope       | Jenn Kao                                           | 3,190 Mio.      |
| 51         | 20        | Der Engel von San Bernardino          | The Angel of San Bernardino            | 16. Apr. 2018        | 24. Aug. 2018                                  | Tara Nicole Weyr  | Jason Ning                                         | 3,175 Mio.      |
| 52         | 21        | Der bessere Pierce                    | Anything Pierce Can Do I Can Do Better | 23. Apr. 2018        | 24. Aug. 2018                                  | Jim Vickers       | Alex Katsnelson                                    | 2,817 Mio.      |
| 53         | 22        | Alle für Decker                       | All Hands on Decker                    | 30. Apr. 2018        | 24. Aug. 2018                                  | Eduardo Sánchez   | Sheri Elwood                                       | 2,838 Mio.      |
| 54         | 23        | Durch und durch Deckerstar            | Quintessential Deckerstar              | 7. Mai 2018          | 24. Aug. 2018                                  | Claudia Yarmy     | Ildy Modrovich                                     | 2,899 Mio.      |
| 55         | 24        | Gut oder böse?                        | A Devil of My Word                     | 14. Mai 2018         | 24. Aug. 2018                                  | Eagle Egilsson    | Joe Henderson                                      | 3,203 Mio.      |

Bonusepisoden
Bevor die Serie von Fox im Mai 2018 eingestellt wurde, gab Co-Showrunner Ildy Modrovich an, dass zwei zusätzlich für die dritte Staffel produzierte Episoden einer möglichen vierten Staffel hinzugefügt werden würden. Die beiden Episoden wurden zusätzlich zur Ausstrahlung auf Fox vom australischen Kabelsender Foxtel gezeigt.
| Nr. (ges.) | Nr. (St.) | Deutscher Titel            | Originaltitel    | Erstausstrahlung USA/AU                      | Deutschsprachige Erstveröffentlichung (D/A/CH) | Regie           | Drehbuch                                               | Zuschauer (USA) |
| ---------- | --------- | -------------------------- | ---------------- | -------------------------------------------- | ---------------------------------------------- | --------------- | ------------------------------------------------------ | --------------- |
| 56         | 25        | Besuch aus der Geisterwelt | Boo Normal       | 23. Mai 2018 (Australien) 28. Mai 2018 (USA) | 24. Aug. 2018                                  | Lisa Demaine    | Jen Graham Imada                                       | 2,580 Mio.      |
| 57         | 26        | Es war einmal …            | Once Upon a Time | 28. Mai 2018 (USA) 30. Mai 2018 (Australien) | 24. Aug. 2018                                  | Kevin Alejandro | Ildy Modrovich & Joe Henderson Idee: Ricardo Lopez Jr. | 2,256 Mio.      |

## Staffel 4
Die Erstveröffentlichung der vierten Staffel fand in den USA am 8. Mai 2019 auf dem Video-on-Demand-Anbieter Netflix per Streaming statt. Die deutschsprachige Erstveröffentlichung wurde einen Tag später bei Prime Video ebenfalls per Streaming veröffentlicht.
| Nr. (ges.) | Nr. (St.) | Deutscher Titel                           | Originaltitel                           | Erstveröffentlichung USA | Deutschsprachige Erstveröffentlichung (D/A/CH) | Regie               | Drehbuch         |
| ---------- | --------- | ----------------------------------------- | --------------------------------------- | ------------------------ | ---------------------------------------------- | ------------------- | ---------------- |
| 58         | 1         | Alles in Ordnung                          | Everything’s Okay                       | 8. Mai 2019              | 9. Mai 2019                                    | Sherwin Shilati     | Joe Henderson    |
| 59         | 2         | Da hat wohl jemand Dantes Inferno gelesen | Somebody’s Been Reading Dante’s Inferno | 8. Mai 2019              | 9. Mai 2019                                    | Sam Hill            | Ildy Modrovich   |
| 60         | 3         | Haben Sie kein Gottvertrauen, Pater?      | O, Ye of Little Faith, Father           | 8. Mai 2019              | 9. Mai 2019                                    | Jessika Borsiczky   | Jason Ning       |
| 61         | 4         | Alles über Eva                            | All About Eve                           | 8. Mai 2019              | 9. Mai 2019                                    | Sherwin Shilati     | Chris Rafferty   |
| 62         | 5         | Ich sterbe erhobenen Gliedes!             | Expire Erect                            | 8. Mai 2019              | 9. Mai 2019                                    | Viet Nguyen         | Mike Costa       |
| 63         | 6         | In der Orgienhose zur Arbeit              | Orgy Pants to Work                      | 8. Mai 2019              | 9. Mai 2019                                    | Louis Milito        | Aiyana White     |
| 64         | 7         | Der Teufel tut des Teufels Werk           | Devil Is as Devil Does                  | 8. Mai 2019              | 9. Mai 2019                                    | Richard Speight Jr. | Jen Graham Imada |
| 65         | 8         | Der supermiese Freund                     | Super Bad Boyfriend                     | 8. Mai 2019              | 9. Mai 2019                                    | Claudia Yarmy       | Jason Ning       |
| 66         | 9         | Lucifer retten                            | Save Lucifer                            | 8. Mai 2019              | 9. Mai 2019                                    | Lisa Demaine        | Joe Henderson    |
| 67         | 10        | Wer ist der neue Höllenfürst?             | Who’s da New King of Hell?              | 8. Mai 2019              | 9. Mai 2019                                    | Eagle Egilsson      | Ildy Modrovich   |

## Staffel 5
Die fünfte Staffel wurde in zwei Teile mit jeweils acht Episoden aufgeteilt. Der erste Teil wurde am 21. August 2020 und der zweite Teil am 28. Mai 2021 in den USA auf Netflix per Streaming veröffentlicht. Die deutschsprachige Erstveröffentlichung fand jeweils einen Tag später auf Prime Video ebenfalls per Streaming statt.
| Nr. (ges.) | Nr. (St.) | Deutscher Titel                        | Originaltitel                          | Erstveröffentlichung USA | Deutschsprachige Erstveröffentlichung (D/A/CH) | Regie               | Drehbuch                                                                |
| ---------- | --------- | -------------------------------------- | -------------------------------------- | ------------------------ | ---------------------------------------------- | ------------------- | ----------------------------------------------------------------------- |
| Teil 1     |           |                                        |                                        |                          |                                                |                     |                                                                         |
| 68         | 1         | Trauriger Teufel                       | Really Sad Devil Guy                   | 21. Aug. 2020            | 22. Aug. 2020                                  | Eagle Egilsson      | Jason Ning                                                              |
| 69         | 2         | Lucifer! Lucifer! Lucifer!             | Lucifer! Lucifer! Lucifer!             | 21. Aug. 2020            | 22. Aug. 2020                                  | Sherwin Shilati     | Ildy Modrovich                                                          |
| 70         | 3         | ¡Diablo!                               | ¡Diablo!                               | 21. Aug. 2020            | 22. Aug. 2020                                  | Claudia Yarmy       | Mike Costa                                                              |
| 71         | 4         | Für das Huhn geht es nie gut aus       | It Never Ends Well for the Chicken     | 21. Aug. 2020            | 22. Aug. 2020                                  | Viet Nguyen         | Aiyana White                                                            |
| 72         | 5         | Detective Amenadiel                    | Detective Amenadiel                    | 21. Aug. 2020            | 22. Aug. 2020                                  | Sam Hill            | Joe Henderson                                                           |
| 73         | 6         | Eine perfekte Beziehung                | BluBallz                               | 21. Aug. 2020            | 22. Aug. 2020                                  | Richard Speight Jr. | Jen Graham Imada                                                        |
| 74         | 7         | Unser Mojo                             | Our Mojo                               | 21. Aug. 2020            | 22. Aug. 2020                                  | Nathan Hope         | Julia Fontana                                                           |
| 75         | 8         | Spoileralarm                           | Spoiler Alert                          | 21. Aug. 2020            | 22. Aug. 2020                                  | Kevin Alejandro     | Chris Rafferty                                                          |
| Teil 2     |           |                                        |                                        |                          |                                                |                     |                                                                         |
| 76         | 9         | Abendmahl                              | Family Dinner                          | 28. Mai 2021             | 29. Mai 2021                                   | Nathan Hope         | Joe Henderson                                                           |
| 77         | 10        | Verdammte, himmlische Karaoke-Session  | Bloody Celestial Karaoke Jam           | 28. Mai 2021             | 29. Mai 2021                                   | Sherwin Shilati     | Ildy Modrovich                                                          |
| 78         | 11        | Machtlos                               | Resting Devil Face                     | 28. Mai 2021             | 29. Mai 2021                                   | Bola Ogun           | Aiyana White Idee: Mira Z. Barnum, Joshua Duckworth & Ricardo Lopez Jr. |
| 79         | 12        | Daniel Espinoza: nackt und verängstigt | Daniel Espinoza: Naked and Afraid      | 28. Mai 2021             | 29. Mai 2021                                   | Greg Beeman         | Mike Costa                                                              |
| 80         | 13        | Ein wenig harmloses Stalking           | A Little Harmless Stalking             | 28. Mai 2021             | 29. Mai 2021                                   | Richard Speight Jr. | Julia Fontana & Jen Graham Imada                                        |
| 81         | 14        | Nichts hält für die Ewigkeit           | Nothing Lasts Forever                  | 28. Mai 2021             | 29. Mai 2021                                   | Lisa Demaine        | Chris Rafferty                                                          |
| 82         | 15        | Soll es wirklich so enden?             | Is This Really How It’s Going To End?! | 28. Mai 2021             | 29. Mai 2021                                   | Ildy Modrovich      | Jason Ning                                                              |
| 83         | 16        | Eine Chance auf ein Happy End          | A Chance At a Happy Ending             | 28. Mai 2021             | 29. Mai 2021                                   | Karen Gaviola       | Joe Henderson & Ildy Modrovich                                          |

## Staffel 6
Am 23. Juni 2020 kündigte der Video-on-Demand-Anbieter Netflix über Twitter eine sechste, finale Staffel an. Der Start in den USA und weiteren Ländern war am 10. September 2021, in Deutschland und Österreich ist die Staffel seit dem 25. Oktober 2021 auf Prime Video verfügbar.
| Nr. (ges.) | Nr. (St.) | Deutscher Titel                        | Originaltitel                     | Erstveröffentlichung USA | Deutschsprachige Erstveröffentlichung (D/A/CH) | Regie               | Drehbuch                       |
| ---------- | --------- | -------------------------------------- | --------------------------------- | ------------------------ | ---------------------------------------------- | ------------------- | ------------------------------ |
| 84         | 1         | Hier ändert sich nie irgendwas         | Nothing Ever Changes Around Here  | 10. Sep. 2021            | 25. Okt. 2021                                  | Kevin Alejandro     | Mike Costa                     |
| 85         | 2         | Massenhaft Ballast                     | Buckets of Baggage                | 10. Sep. 2021            | 25. Okt. 2021                                  | Richard Speight Jr. | Jen Graham Imada               |
| 86         | 3         | Yabba Dabba Doo Mich                   | Yabba Dabba Do Me                 | 10. Sep. 2021            | 25. Okt. 2021                                  | Nathan Hope         | Joe Henderson                  |
| 87         | 4         | Des Teufels Töchter                    | Pin the Tail on the Daddy         | 10. Sep. 2021            | 25. Okt. 2021                                  | Viet Nguyen         | Carly Woodworth                |
| 88         | 5         | Der Mord an Lucifer Morningstar        | The Murder of Lucifer Morningstar | 10. Sep. 2021            | 25. Okt. 2021                                  | Lisa Demaine        | Lloyd Gilyard Jr.              |
| 89         | 6         | Noch viel schmutziger                  | A Lot Dirtier Than That           | 10. Sep. 2021            | 25. Okt. 2021                                  | Claudia Yarmy       | Ildy Modrovich                 |
| 90         | 7         | Die Hochzeit meiner besten Feindin     | My Best Fiend’s Wedding           | 10. Sep. 2021            | 25. Okt. 2021                                  | Nathan Hope         | Julia Fontana                  |
| 91         | 8         | Wer den Teufel rettet, rettet die Welt | Save the Devil, Save the World    | 10. Sep. 2021            | 25. Okt. 2021                                  | DB Woodside         | Aiyana White                   |
| 92         | 9         | Lebwohl Lucifer                        | Goodbye, Lucifer                  | 10. Sep. 2021            | 25. Okt. 2021                                  | Kevin Alejandro     | Chris Rafferty                 |
| 93         | 10        | Partner bis zum Schluss                | Partners ’Til the End             | 10. Sep. 2021            | 25. Okt. 2021                                  | Sherwin Shilati     | Joe Henderson & Ildy Modrovich |